# 휴대 전화 액세서리

스마트폰용 스타일러스

휴대 전화 액세서리 또는 모바일 액세서리(mobile accesory)는 제조업체가 설계한 모바일 스마트폰의 작동에 필수적이지 않지만, 휴대폰에 유용성을 더하는 모든 하드웨어를 말한다.

## 케이스

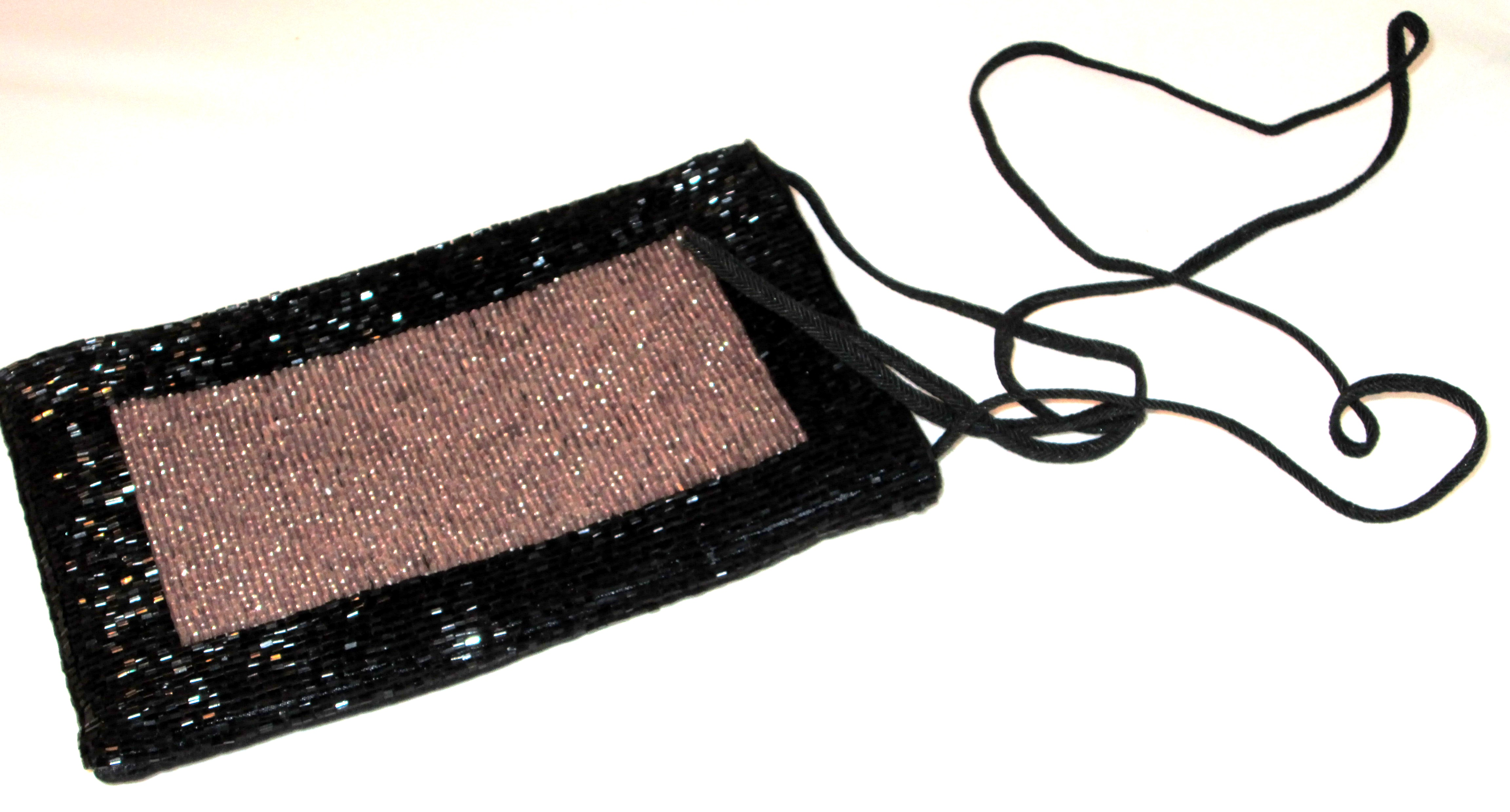
매달리도록 제작된 파우치 케이스

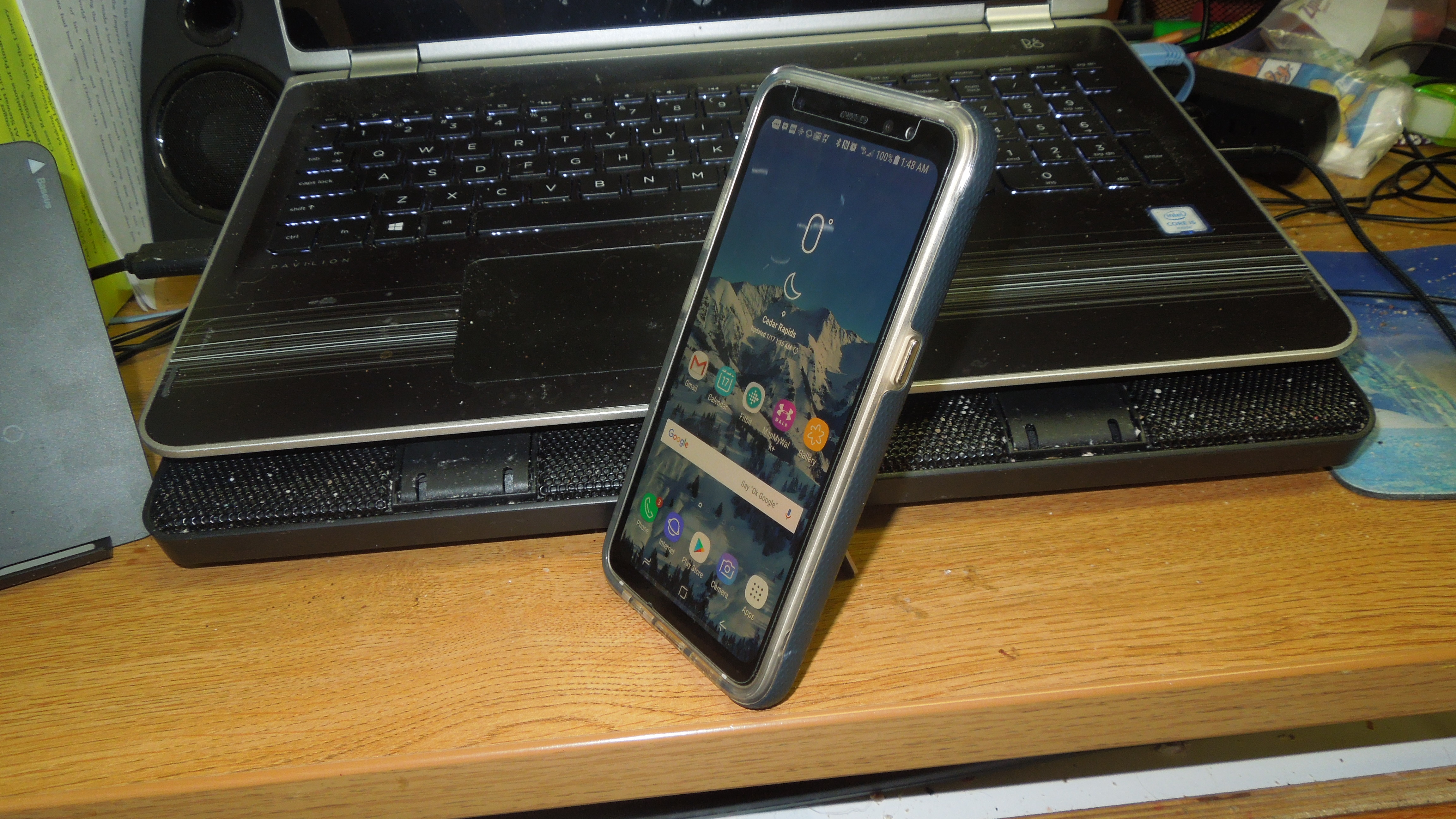
결합형 케이스 및 접이식 세로 스탠드에 거치된 삼성 갤럭시 S8 액티브

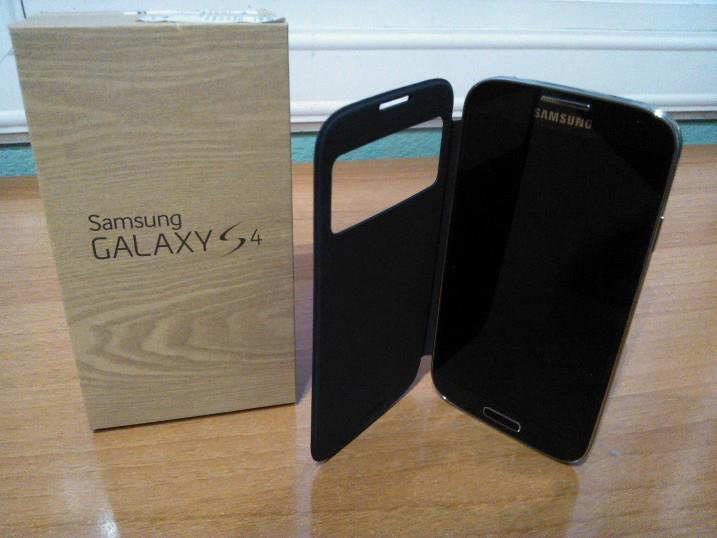
삼성 갤럭시 S4의 S-뷰 커버 액세서리 - 미리보기 창이 있는 가로 플립 커버

스마트폰에 부착, 지지 또는 기타 방식으로 고정하도록 설계된 케이스는 인기 있는 액세서리이다. 케이스 크기는 디스플레이 인치(예: 5인치 디스플레이)를 기준으로 한다. 다양한 종류가 있다.
- 파우치 및 슬리브
- 홀스터
- 쉘
- 스킨
- 피티드 케이스
- 범퍼
- 플립 케이스 및 지갑
- 액정 보호 필름
- 카메라 보호 필름
- 낙하 및 충격 방지
- 가죽 케이스
- 통합 킥스탠드 케이스
- 배터리 케이스
- 보호 장치가 있는 케이스

홀스터는 일반적으로 장치를 위한 서드파티 케이스로 사용되거나, 플라스틱으로 만들어지고 노출된 딱딱한 모서리가 없다. 헤비듀티 케이스는 낙하 및 긁힘으로부터 보호하도록 설계되었다.
스탠딩(또는 킥스탠드) 케이스는 장치를 책상에 세워둔다. 일부 가로 케이스의 접이식 킥스탠드는 표면에 시계 방향 또는 반시계 방향으로 가로로 놓이는지에 따라 장치를 더 평평하거나 더 가파른 각도로 고정한다. 평평한 각도는 장치를 밀어 넘어뜨리지 않고 탭핑할 수 있도록 하며, 가파른 각도는 시청을 위한 것이다.
폴리오 케이스는 케이스와 스탠드의 조합이며, 키보드(OTG 스마트폰용 USB 또는 블루투스 키보드)를 포함할 수 있다.
서드파티 케이스와 디자인 커버는 보호 및 개인화에 사용할 수 있다. 이는 Apple과 같이 금속 및 유리 부품이 노출되어 손상되기 쉬운 제조업체에서 생산하는 비교적 "맨" 디자인의 결과이다. 홀스터와는 구별되며, 케이스 안에 장치를 넣은 상태에서 사용할 수 있지만 많은 경우 벨트 클립 또는 홀스터 기능을 부여하는 다른 장치를 포함한다. 플라스틱, 고무, 실리콘, 가죽 또는 접착식 비닐 조각으로 만들어진다. 비닐 소재는 캘린더링 또는 캐스팅될 수 있으며 후자가 더 비싸다. 캘린더링 비닐은 단기간-중기간(10년) 사용만 예상되는 반면, 캐스트 비닐은 더 장기간 사용된다. 캘린더링 비닐은 열에 수축하는 경향이 있으며 어떤 형태(섭씨 80도 이상)로든 성형될 수 있으며 직사광선에 퇴색될 수 있다.
맞춤형 전화 케이스는 맞춤 인쇄를 사용한다. 다른 회사는 케이스에 인쇄하는 다른 방법을 가지고 있다. 일부는 승화를, 다른 일부는 잉크젯 인쇄 스킨을, 다른 일부는 승화 3D 인쇄 방법을 사용한다.
기능성 케이스는 외부 배터리 또는 USB, 블루투스, 또는 와이파이 키보드 및 터치패드를 통합할 수 있다.

## 분실 방지 장치
분실 방지 열쇠고리는 휴대폰의 GPS 및 블루투스 저에너지 안테나를 통해 스마트폰의 위치를 쉽게 찾을 수 있다. 사용자가 스마트폰 범위 내에 있으면 스마트폰과 장치 모두 사용자에게 알림을 보낸다. 블루투스를 사용하여 사진을 원격으로 찍는 데에도 사용할 수 있다.

## 전화 장식
전화 장식은 장치를 장식하는 데 사용된다. 스트랩으로 부착하거나 잭 플러그에 꽂아서 부착한다.

## 대용량 저장장치
일부 스마트폰에는 SD 카드 슬롯(일반적으로 더 작은 Micro-SD 변형)이 있다. 이러한 슬롯은 호환 가능한 SD 카드와 결합하여 한 장치에서 다른 장치로 파일을 전송하거나 단순히 휴대폰의 저장 용량을 늘리는 데 사용할 수 있다.
Wi-Fi SD는 SD 카드 슬롯에 삽입된 특수 SD 카드에 탑재된 Wi-Fi 통신 장치이다. 로컬 컴퓨터 또는 온라인 사진 공유 서비스로 사진을 옮길 수 있다.
또한, 많은 장치에는 USB On-The-Go가 있으며 USB 저장장치를 지원하며, 대부분 특수 USB micro-B 플래시 드라이브 또는 표준 USB 포트용 어댑터를 사용한다. 이러한 어댑터는 하드웨어 마우스 및 키보드와 같은 다양한 다른 USB 장치와 함께 사용할 수도 있다.

## 충전기 및 외부 배터리

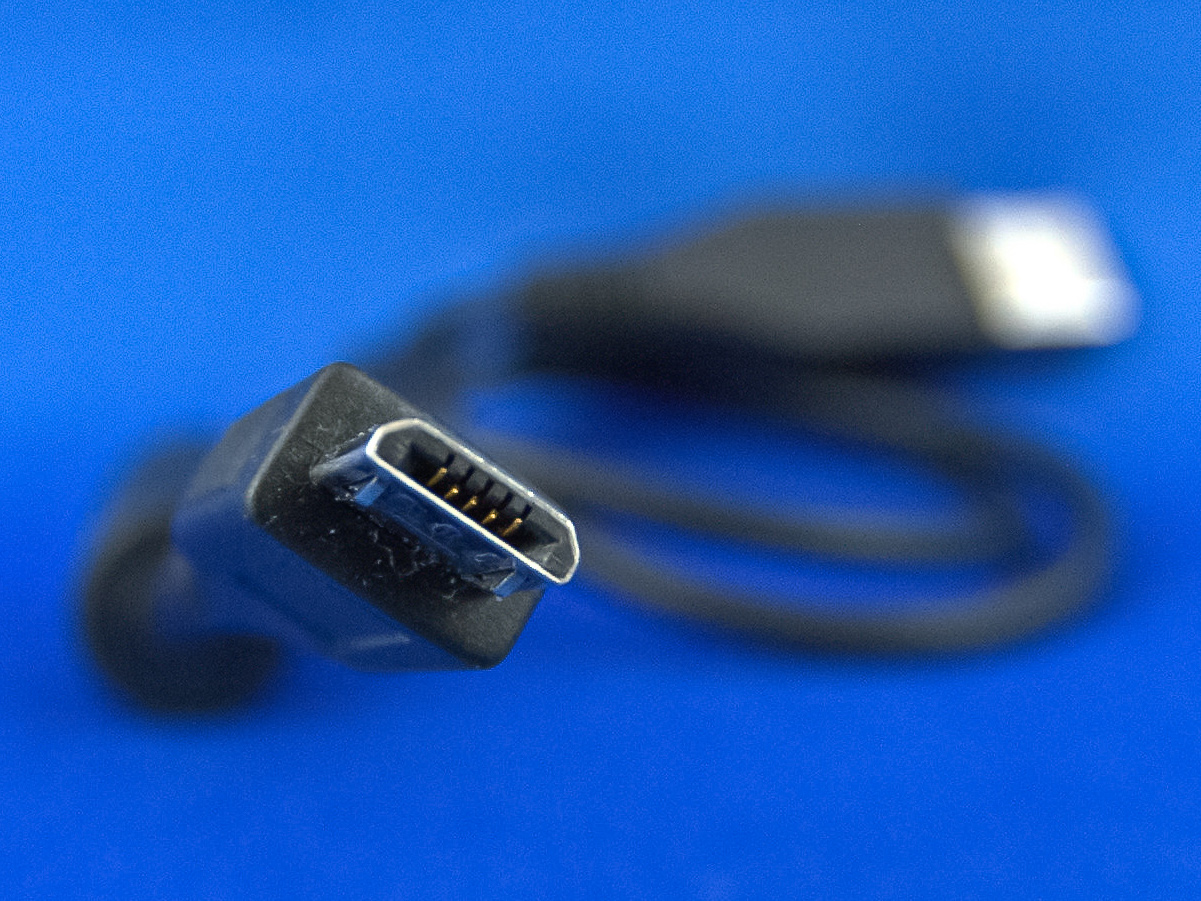
마이크로-B USB 플러그

휴대폰 충전기는 크래들, 플러그인 코드 및 불분명한 커넥터를 포함하는 다양한 진화를 거쳤다. 그러나 2010년에서 2020년 사이에 제작된 장치는 일반적으로 마이크로 USB 커넥터를 사용하는 반면, 최신 장치는 USB-C를 사용하는 경향이 있다. Apple 장치는 종종 독자적인 커넥터를 사용한다.
외부 배터리는 가장 일반적으로 독립형 장치이며, 휴대폰의 주 충전 커넥터에 케이블로 연결할 수 있다.

## 사진 액세서리
스마트 렌즈는 광학 줌 및 기타 기능이 있어 휴대폰 카메라보다 크고 기능이 뛰어나다. 스마트폰은 앱을 사용하여 Wi-Fi로 연결한다. 대부분의 스마트폰과 호환된다.
스마트 플래시는 셀카에도 사용할 수 있다.

## 셀카봉
셀카봉은 손으로 잡는 확장 가능한 모노포드로, 장치를 사람의 팔이 닿을 수 있는 거리보다 더 멀리 이동시켜 카메라가 이전에는 불가능했던 각도와 거리에서 촬영할 수 있도록 한다.

## 휴대폰 스탠드
휴대폰 스탠드는 책상에 장치를 세워둔다.

## 스마트워치
스마트워치는 손목시계 또는 다른 시간 측정 장치와 매우 흡사한 터치스크린 디스플레이가 있는 웨어러블 컴퓨팅 장치이다. 스마트워치는 다목적 장치이다. 사용자는 알림을 관리하고, 전화를 받고, 음성 비서에게 질문하는 등 다양한 작업을 수행할 수 있다. 스마트워치는 또한 피트니스 추적기 및 의료 기기로서도 기능한다.

## 스마트폰 삼각대 마운트
삼각대; 사진 촬영 중 장치를 바닥의 고정된 위치에 고정하도록 설계되었다.

## HDMI 및 프로젝터
마이크로 USB-HDMI 케이블은 MHL 기능이 있는 스마트폰에서 사용된다.

## 휴대폰 쿨러
성능(SoC, 배터리 수명, 충전 속도)을 유지하거나 개선하기 위해 휴대폰을 냉각하도록 설계된 외부 장치이다. 히트 싱크, 축류 또는 원심 팬, 히트 파이프, 베이퍼 챔버, 펠티어, 수냉식 열 교환기, 맥세이프, 무선 충전 및 프로그래밍 가능한 RGB 조명이 포함될 수 있다.

## 추가 버튼
프레시 버튼은 스마트폰 또는 태블릿의 헤드폰 소켓에 삽입하여 장치에서 작업을 수행하는 데 사용할 수 있는 프로그래밍 가능한 버튼이다.

## 모바일 액세서리 전문 브랜드
여러 회사가 모바일 휴대폰 액세서리 전문 제조업체 및 브랜드로 부상했다.
- 앵커: 충전기, 보조 배터리, 케이블로 유명하다.
- 베이스어스: 충전기, 케이블, 차량용 거치대 및 오디오 제품을 제공하는 중국 브랜드이다.[4]
- 벨킨: 캘리포니아에 본사를 두고 있으며, 충전기, 케이블, 케이스를 제공한다.
- 케이스티파이: 맞춤형 휴대폰 케이스 및 기타 액세서리로 유명하다.
- 에벨라투스: 케이블, 케이스, 충전기 및 액정 보호 필름을 제공하는 유럽 기반 브랜드이다.[5]
- 오터박스: 견고하고 보호적인 케이스로 유명하다.
- 팝소켓: 접이식 휴대폰 그립 및 스탠드를 대중화했다.

## 같이 보기
- 모듈형 스마트폰
- 근거리 무선 통신
- 휴대폰 테마
- 액정 보호 필름
- 스마트 카메라